# グランドプレーリー (テキサス州)
グランドプレーリー（英: Grand Prairie）は、アメリカ合衆国テキサス州のダラス郡にある都市。ダラスの南西に位置している。人口は19万6100人（2020年）。市域の一部はタラント郡とエリス郡に跨る。ダラスとフォートワースに挟まれた「ミッドシティ」地域にある。

## 歴史
グランドプレーリーとなった所は1863年にアレクサンダー・マクリー・デックマンによる「デックマン町」として設立されたのが最初だった。テキサス州バードビル出身のデックマンは、所有する牛と荷馬車をダラス郡の土地と交換できることを知った。この年、デックマンはトリニティ川東岸の土地239.5エーカー (0.96 km²) と西岸の森林地100エーカー (0.40 km²) を、壊れた荷車1台、これを曳く牛1組および南軍通貨200ドルで購入した。デックマンはその土地に家を建てようとしたが、それが困難だったのでバードビルの家に戻り、その後南北戦争に従軍した。その後の1867年、デックマンはダラス郡に50エーカー (.20 km²) からなる町の区画を登記した。
デックマンは戦後2年間バードビルに戻っていた後、1867年に農場を売ってヒューストンに移転していたが、そこで黄熱病が流行ったためにブライアンに入ることになった。1876年、デックマンは持っている資産の半分をT&P鉄道に売却し、その鉄道が町を通るようにした。鉄道の方は駅名を「デックマン」として、デックマンがブライアンからデックマンに居所を変えるよう促した。デックマンの息子のアレクサンダーはデックマンに住んでおり、交易拠点と農場を経営していた。この地域で最初の教会は1870年にアンドリュー・ヘイター牧師が建てたグッドホープ・カンバーランド・サバス・スクールだった。この教会は後にウェストフォーク統合長老派教会と名付けられ、現在でも活動を続けている。
1877年、地域最初の郵便局が開設されたが、その名前は"Dechman" ではなく“Deckman”だった。これはアメリカ合衆国郵政公社が郵便局を開設するための書類上に書かれていたものを読めなかったからだった。郵政公社が“Deckman”を採用した年の後半、T&P鉄道がグランドプレーリーという駅名を採用したことで混乱が生じた。この名前は1850年頃から1858年まで使われていた地図で、ダラスとフォートワースの間の地域に「テキサスのグランドプレーリー」と表示していたことに基づいていた。この混乱を鎮めるために郵政公社は局名をグランドプレーリーに変えた。
グランドプレーリーの町は最終的に1909年に市制が布かれた。第二次世界大戦中とその後、グランドプレーリーは防衛産業と航空機産業に長く携わることになった。現在のジェファーソン・アベニューにあるボート社の工場はダラス市の一区画になっているが、当初はグランドプレーリーにあった。戦中はノースアメリカン・アビエーションの工場であり、P-51CとP-51Kムスタング改良型戦闘機を生産した。戦後ボート社がこの工場を引き継いだ。後にリング・テムコ・ボート社となり、再度ボート社に戻された。この工場では1950年から1989年までF-8クルセーダーとA-7 コルセア IIを生産した。リングテムコボート社のミサイル宇宙事業部はスカウトやMLRSのようなミサイルを生産した。この事業部はロッキード・マーティンに売却され、グランドプレーリーでの操業を続けている。またアエロスパシアル・ヘリコプターを生産するノースアメリカンの本社もある。この会社はEADS（欧州航空宇宙防衛会社）ノースアメリカの事業部であるアメリカン・ユーロコプターとなった。

## 地理
グランドプレーリーは北緯32度42分55秒 西経97度1分1秒 / 北緯32.71528度 西経97.01694度に位置する。アメリカ合衆国国勢調査局に拠れば、市域全面積は81.5平方マイル (211.2 km2)、このうち陸地は71.4平方マイル (184.9 km2)、水域は10.1平方マイル (26.3 km2)で水域率は12.44％である。
トリニティ川西支流と本流、ジョンソン・クリークがグランドプレーリー市内を流れている。
グランドプレーリーではジョンソン・クリークが何度も氾濫してきた。1980年代アメリカ陸軍工兵司令部の大きな計画がスタートして水路を真っ直ぐにし、洪水による損害を減じた。

### 気候
グランドプレーリーは温暖湿潤気候にあると考えられている。
| グランドプレーリーの気候             | グランドプレーリーの気候 | グランドプレーリーの気候 | グランドプレーリーの気候 | グランドプレーリーの気候 | グランドプレーリーの気候 | グランドプレーリーの気候 | グランドプレーリーの気候 | グランドプレーリーの気候 | グランドプレーリーの気候 | グランドプレーリーの気候 | グランドプレーリーの気候 | グランドプレーリーの気候 | グランドプレーリーの気候 |
| 月                                   | 1月                      | 2月                      | 3月                      | 4月                      | 5月                      | 6月                      | 7月                      | 8月                      | 9月                      | 10月                     | 11月                     | 12月                     | 年                       |
| ------------------------------------ | ------------------------ | ------------------------ | ------------------------ | ------------------------ | ------------------------ | ------------------------ | ------------------------ | ------------------------ | ------------------------ | ------------------------ | ------------------------ | ------------------------ | ------------------------ |
| 平均最高気温 °C （°F）               | 14 (57)                  | 16 (61)                  | 20 (68)                  | 24 (76)                  | 29 (84)                  | 33 (91)                  | 36 (96)                  | 36 (96)                  | 31 (88)                  | 26 (78)                  | 19 (67)                  | 14 (57)                  | 24.8 (76.6)              |
| 平均最低気温 °C （°F）               | 2 (35)                   | 4 (40)                   | 8 (47)                   | 13 (55)                  | 18 (64)                  | 22 (71)                  | 24 (75)                  | 24 (75)                  | 20 (68)                  | 14 (57)                  | 8 (46)                   | 3 (37)                   | 13.3 (55.8)              |
| 降水量 mm （inch）                   | 54.1 (2.13)              | 70.4 (2.77)              | 88.6 (3.49)              | 78 (3.07)                | 124.5 (4.90)             | 96.3 (3.79)              | 54.9 (2.16)              | 48.5 (1.91)              | 64.8 (2.55)              | 107.2 (4.22)             | 68.8 (2.71)              | 64.8 (2.55)              | 920.9 (36.25)            |
| 出典：The Weather Channel (extremes) |                          |                          |                          |                          |                          |                          |                          |                          |                          |                          |                          |                          |                          |

## 人口動態
以下は2000年国勢調査による人口統計データである。
| 基礎データ - 人口: 127,427人 - 世帯数: 43,791世帯 - 家族数: 32,317家族 - 人口密度: 689.1人/km2（1,784.6人/mi2） - 住居数: 46,425軒 - 住居密度: 251.0軒/km2（650.2軒/mi2） 人種別人口構成 - 白人: 62.0% - アフリカン・アメリカン: 13.5% - ネイティブ・アメリカン: 0.8% - アジア人: 4.42% - 太平洋諸島系: 0.1% - その他の人種: 15.90% - 混血: 3.34% - ヒスパニック・ラテン系: 33% 年齢別人口構成 - 18歳未満: 30.5% - 18-24歳: 10.1% - 25-44歳: 34.1% - 45-64歳: 18.8% - 65歳以上: 6.4% - 年齢の中央値: 30歳 - 性比（女性100人あたり男性の人口） - 総人口: 98.0 - 18歳以上: 95.2 | 世帯と家族（対世帯数） - 18歳未満の子供がいる: 41.3% - 結婚・同居している夫婦: 54.9% - 未婚・離婚・死別女性が世帯主: 13.7% - 非家族世帯: 26.2% - 単身世帯: 20.7% - 65歳以上の老人1人暮らし: 4.5% - 平均構成人数 - 世帯: 2.90人 - 家族: 3.38人 収入と家計 - 収入の中央値 - 世帯: 46,816 米ドル - 家族: 51,449米ドル - 性別 - 男性: 35,300米ドル - 女性: 28,184米ドル - 人口1人あたり収入: 18,978米ドル - 貧困線以下 - 対人口: 11.1% - 対家族数: 8.7% - 18歳未満: 12.2% - 65歳以上: 10.4% |

## 政治

### 市政府
グランドプレーリー市の発行する包括的年間財政報告書に拠れば、市の予算は歳入2億7,550万ドル、歳出2億3,640万ドルとなっており、総資産10億320万ドル、総負債4億2,490万ドル、現金と投資額3億590万ドルとなっている。

### 連邦政府関連
連邦刑務所局はアメリカ陸軍予備役複合施設の敷地にグランドプレーリー事務所ビルを構えている。連邦刑務所局ビル内に指名宣告計算機センターがあり、連邦裁判所の刑期判決を計算し、受刑者毎に蓄積された法定の「受刑期」と追加「受刑期」総量と拘置の記録を残している。

## 経済
グランドプレーリー市の発行する包括的年間財政報告書に拠れば、市内の主要雇用主は以下の通りである。
| 順位 | 雇用主                                         | 従業員数 |
| ---- | ---------------------------------------------- | -------- |
| 1    | グランドプレーリー独立教育学区                 | 3,200    |
| 2    | ロッキード・マーティン社ミサイル・防火事業部l  | 2,600    |
| 3    | ポリー・アメリカ                               | 1,400    |
| 4    | ベル・ヘリコプター・テクストロン               | 1,300    |
| 5    | ローンスターパーク競馬場                       | 1,200    |
| 6    | グランドプレーリー市                           | 1,200    |
| 7    | ヴォート・エアクラフト・インダストリーズ       | 700      |
| 8    | ジーメンス・エナジー・アンド・オートメーション | 600      |
| 9    | ハンソン・パイプ・アンド・プロダクツ           | 500      |
| 10   | ウォルマート                                   | 500      |

アミューズメントパークのシックスフラッグスが市内に本社を置いている。
1978年、アメリカン航空はその本社をニューヨーク市からダラス・フォートワース地域に移転すると発表した。アメリカン航空はその本社をグランドプレーリーの2つの賃貸ビルに移転させた。1983年1月17日にフォートワースへの移転を終え、グランドプレーリーの設備は無くなった。

## 教育

### 初等中等学校

#### 公立学校

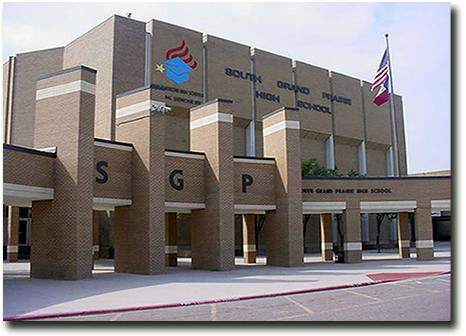
サウスグランドプレーリー高校

グランドプレーリーの幼稚園生から12年生の児童生徒の大半は、ダラス郡に入っているグランドプレーリー地域を管轄する、グランドプレーリー独立教育学区の学校に通学している。タラント郡に入っている市域はマンスフィールド独立教育学区が管轄し、市域内には6つの小学校がある。市内のその他の区域はアーリントン、シーダーヒル、アービングおよいミドロシアン各独立教育学区に入っている。
テキサス州では教育学区が必ずしも市域や郡の領域とは一致していない。これは教育学区の境界を含めその統括機関のあらゆる側面が市や郡の政府とは分離されているからである。

##### グランドプレーリー独立教育学区
この学区の高校はグランドプレーリー、サウスグランドプレーリー、クロスウインズおよびデュビスキ職業の各高校である。中学校は7校ある。

##### アーリントン独立教育学区
この学区の学校に通っているグランドプレーリーの児童生徒の数は2番目に多い。市域内には小学校が6校ある。この学区内に住む住人はダラス郡とタラント郡の境より西で、グランドプレーリー市の南西でキャンプワイズダム道路とレイクリッジ道路の交差点より北になる。この学区内のジェイムズ・ボウイー高校の場合、アーリントン市内の生徒数よりもグランドプレーリー市内の生徒数の方が多い。
ごの学区内の高校はジェイムズ・ボウイー、サム・ヒューストン、ラマーの3校があり、それぞれ小学校や中学校がある。

##### マンスフィールド独立教育学区
この学区の学校に通っているグランドプレーリーの児童生徒の数は3番目に多い。キャンプワイズダム道路とレイクリッジ道路の交差点より南で、ジョー・プール・レイク道路より西からタラント郡とエリス郡の境までが学区に入っている。グランドプレーリー市域内にはまだ学校が無いが、小学校2校と中学校1校の建設が予定されている。この学区はタラント郡内でも成長速度が高い学区であり、これはグランドプレーリー市内の成長が大きな要因になっている。
ごの学区内の高校はマンスフィールド・ティンバービューとマンスフィールドの2校があり、それぞれ小学校や中学校がある。ティンバービュー高校はグランドプレーリー市の市境から90 メートルも離れていない州道360号線沿いにある。

## インフラ

### 交通
州間高速道路20号線と州間高速道路30号線が市内南と北を東西に横切っており、他に州道303号線、同180号線、同161号線が州間高速道路の間を走っている。161号線は将来ダラス外環状線（ジョージ・ブッシュ大統領ターンパイク）の延伸部になる。ベルトライン道路は州道180号線から南に州間高速道路20号線と交差し、シーダーヒルに至る道路である。
市内には公共交通機関が無い。ダラス地域高速輸送の会員ではない。

## 見どころ
- 1997年ローンスターパーク競馬場が開園し、毎年メモリアルデーには賞金100万ドル以上がかかった7つのサラブレッド重賞レースが開催されている。
- 2000年にGPXスケート公園がローンスターパーク競馬場の隣に開園し、2001年と2002年にはエックスゲームズ予選が開催された。2005年に一旦閉演し、2006年6月に不ランドプレーリー公園・レクリエーション委員会によって再度オープンされた。

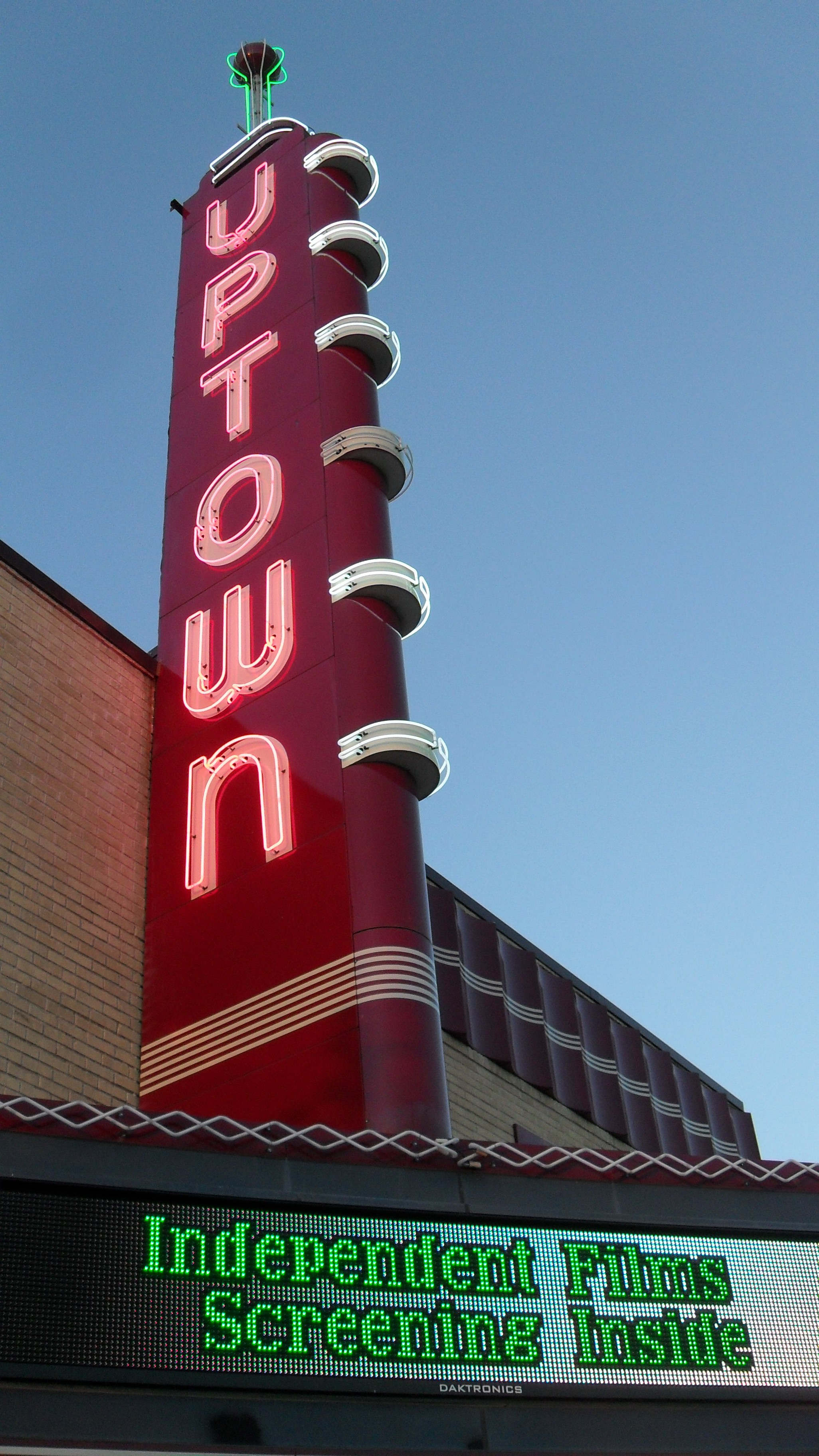
アップトン劇場のネオンサイン

- 以前はネクストステージ・アンド・ノキア劇場だったものが最新式のヴェライゾン・グランドプレーリー劇場として開館されている。多くのコンサートや行事が一年中開催されている。
- プレーリー・ライツは2マイル (3 km) にわたる季節展示であり、500個以上の電飾展示物に300万個以上の灯が使われている。この40日間のイベントで、サンタの小人、雪だるま、トナカイ、天使、ペンギン、星、アイスキャンディー、さらには世界最長の光のトンネルなどが飾られる。このテーマパークでは、道路中央にできるホリデービレッジの歩行者天国、回転木馬、金曜から日曜日のサンタショップでの買い物とサンタとの記念撮影等がある。
- 1973年、テキサス州道360号線近くにとレーダーズ・ビレッジがオープンし、テキサス州では最大のフリーマーケットになっている。週末の午前8時から夕方まで開かれている。特定の週末には特別イベントも開催されている。例えばチリ・クックオフや自動車の交換会などである。
- マイナーリーグ野球チームのグランドプレーリー・エアホッグズとその球場グランドプレーリー・スタジアムは2007年5月に設立され、2008年5月から試合を開始した。同球場はメジャーリーグ・クリケットの主要球場。
- 中心街の歴史あるアップトン劇場は1年間の改修を経てオープンされた。

### 著名な出身者
- セレーナ・ゴメス - 女優、歌手
- チャーリー・テイラー - 元アメリカンフットボール選手
- レン・ボークス - テレビ番組「America's Next Top Model」参加者

### 著名な住人
- ボブ・ラグリー - プロレスラー
- ラリー・D・アレキサンダー、画家、著作家